# 鏤斐迪
鏤斐迪（Frederick Ferdinand Low，1828年6月30日—1894年7月21日），美国政治家，共和党人，曾任美国众议院议员（1862年-1863年）、加利福尼亚州州长（1863年-1867年）和美国驻中国公使（1869年-1874年）。